# A Reckless Romeo
A Reckless Romeo è un film statunitense del 1917, diretto ed interpretato da Roscoe Arbuckle. Per lungo tempo si è sostenuto erroneamente che Buster Keaton avrebbe interpretato un ruolo secondario nel film.

## Trama
Un marito rincasa a notte fonda, ubriaco, come capita spesso.
Il giorno dopo, ottenuto il perdono dalla moglie e dalla suocera, tutti e tre si recano al Palisade Park. Qui l’uomo perde di vista le due donne, che alla fine tornano a casa da sole. Il marito intanto ne ha approfittato per infastidire una ragazza: ma il fidanzato di lei è intervenuto e il marito ne ha guadagnato un occhio nero. Tornato a casa, per spiegare l’accaduto alle due donne si inventa di essersi battuto con un’intera banda di malviventi.
Tempo dopo il marito si reca con la moglie e la suocera ad un cineteatro, dove viene proiettato, provocando sconcerto nelle due donne, l’intermezzo di attualità intitolato “Fermiamo i molestatori nei nostri parchi”: un cineoperatore aveva infatti ripreso, ad insaputa del marito, le bravate di quest’ultimo al parco. Alla proiezione sono presenti casualmente anche la ragazza ed il suo fidanzato, che, riconosciuto in sala il molestatore, ed avendo appreso dal filmato che egli aveva carpito un bacio alla ragazza, lo assale di nuovo.
Di ritorno dal teatro con le due donne, il marito, pur di non dover affrontare ulteriori rimproveri una volta giunti a casa, commette un reato e si fa arrestare.